# Corridor
『corridor』（コリドール）は、2009年11月25日に発売された今井美樹の18作目のオリジナル・アルバム。発売元はEMIミュージック・ジャパン。

## 概要
オリジナルとしては2006年リリースの『Milestone』以来3年ぶりとなるアルバムで、今井自身がプロデュースを担当した、3年間の軌跡とも呼べる1枚となっている。2006年のライブ・ツアーでバンドマスターを務めた河野圭が編曲およびサウンドプロデュースを担当した。
「祈り」、「足跡」(配信限定)、「宝物」、「ひとひら」などシングル4曲が収録されたほか、過去の今井のツアーにおいてコーラスやキーボード等で帯同した川江美奈子の楽曲を数多く収録している。
ちなみに、布袋寅泰の楽曲が収録されていないアルバムは1991年発売の『Lluvia』以来18年ぶりとなった。
CDには24ページに亘る豪華ブックレットが封入されている。

## 収録曲

### CD
| 全編曲: 河野圭、M-4 コーラス編曲: marhy。 |                                    |            |            |       |
| #                                         | タイトル                           | 作詞       | 作曲       | 時間  |
| 1.                                        | 「宝物」                           | 川江美奈子 | 川江美奈子 | 4:11  |
| 2.                                        | 「ひとひら」                       | 川江美奈子 | 川江美奈子 | 2:59  |
| 3.                                        | 「Ordinary Magic」                 | 川江美奈子 | 河野圭     | 5:30  |
| 4.                                        | 「beautiful life」                 | 岩里祐穂   | 河野圭     | 5:35  |
| 5.                                        | 「陽のあたる場所から」             | 岩里祐穂   | 松本俊明   | 4:40  |
| 6.                                        | 「足跡」                           | 川江美奈子 | 川江美奈子 | 4:42  |
| 7.                                        | 「滴」                             | 川江美奈子 | 川江美奈子 | 4:49  |
| 8.                                        | 「オン・ザ・プラネット」           | 岩里祐穂   | 河野圭     | 4:42  |
| 9.                                        | 「初恋のように with Brother Ship」 | 岩里祐穂   | MAYUMI     | 5:12  |
| 10.                                       | 「祈り」                           | 川江美奈子 | 川江美奈子 | 4:45  |
| 11.                                       | 「re-born」                        | 川江美奈子 | 川江美奈子 | 4:23  |
| 合計時間:                                 | 合計時間:                          | 合計時間:  | 合計時間:  | 51:28 |

### 曲解説
1. 宝物
  - 28枚目のシングル表題曲。NHK土曜ドラマ「再生の町」主題歌[4]。
2. ひとひら
  - 先行シングル表題曲。TOYOTA Isis ″LINK-UP″ CMコラボレーション曲[4]。
3. Ordinary Magic
4. beautiful life
5. 陽のあたる場所から
  - 大同生命CMソング[5]。
6. 足跡
  - 配信限定シングル。テレビ東京系『水曜ミステリー9』テーマソング[4]。
7. 滴
  - シングル「祈り」のカップリング曲。アサヒビール・焼酎「かのか」CMソング[4]。
8. オン・ザ・プラネット
9. 初恋のように with Brother Ship
  - 1988年発売のアルバム『Bewith』収録曲のリメイク・バージョン。
  - ″Brother Ship″は、2008年～2010年の今井美樹コンサートツアーおよび単独コンサートにおける帯同バンドにつけられた愛称。「兄弟のように仲が良い」ことから鳥羽一郎のヒット曲のタイトルをもじって″兄弟船″というニックネームがついたが、それではあまりにベタということで英語に直訳した″Brother Ship″という名がついた。メンバーは、ドラムス・鶴谷智生、ベース・松原秀樹、ギター・田中義人、キーボード・河野圭、村田昭、コーラス・キーボード・グロッケン・シェイカー・川江美奈子。ただし、本曲のレコーディングではコーラスがないため、川江は参加していない。
10. 祈り
  - 26枚目のシングル表題曲。
11. re-born
  - シングル「宝物」のカップリング曲。